# 家に帰れば
「家に帰れば」（いえにかえれば、原題 : When I Get Home）は、ビートルズの楽曲である。レノン＝マッカートニー名義となっているが、実質的にはジョン・レノンによって書かれた。1964年に発売された3作目のイギリス盤公式オリジナル・アルバム『ハード・デイズ・ナイト』に収録された楽曲で、1964年6月2日に行われた最後のセッションでレコーディングが行われた。
アメリカではキャピトル編集盤『サムシング・ニュー』の収録曲として発売された。

## 背景・レコーディング
「家に帰れば」について、1980年の『プレイボーイ』誌のインタビューでレノンは「ウィルソン・ピケット的なモータウンサウンドってところ。1小節にカウベルを4発鳴らしてる」と語っている。本作のヴァースについて、オールミュージックのリッチー・アンターバーガーは「ビートルズがスーパースターとなって以来、ツアーや撮影のスケジュールがぎっしりと詰まっていて、最初の妻との長期にわたる別居に耐えていたことを意識してか、もしくは無意識に反映したもの」と解釈している。
本作のレコーディングは、アルバムのためのセッション最終日にあたる1964年6月2日に行われた。この日の午前中のセッションで、同じくレノン作の「エニイ・タイム・アット・オール」を7テイク、マッカートニー作の「今日の誓い」を3テイク録音した。午後のセッションで本作が取り上げられ、11テイクで完成した。
ブリッジでレノンのボーカルがダブルトラックになっており、一方のトラックで「till I walk out that door」というフレーズが少し早めに歌われている。ステレオ・ミックスおよびイギリスで発売されたモノラル・ミックスでは、このトラックが消去されているが、『サムシング・ニュー』収録テイクのみ、このトラックが強調されたミキシングになっている。

## クレジット
※出典
- ジョン・レノン - リード・ボーカル、リズムギター
- ポール・マッカートニー - ハーモニー・ボーカル、ベース
- ジョージ・ハリスン - ハーモニー・ボーカル、リードギター
- リンゴ・スター - ドラム

## カバー・バージョン
- ザ・ハッスルズ（英語版） - 1992年に再発売されたアルバム『The Hassles』にボーナス・トラックとして収録された[6]。